# La Petite Fonctionnaire (film, 1927)
Pour les articles homonymes, voir La Petite Fonctionnaire.
Pour plus de détails, voir Fiche technique et Distribution.
La Petite Fonctionnaire est un film français réalisé par Roger Goupillières et sorti en 1927.

## Synopsis
Dans un petit village, la vieille receveuse des postes est remplacée par une jeune et jolie fonctionnaire.

## Fiche technique
- Réalisation : Roger Goupillières
- Scénario : d'après la pièce La Petite Fonctionnaire d'Alfred Capus[1]
- Production : Société des Cinéromans[2]
- Photographie : Henri Stuckert
- Date de sortie: 
  - 6 mai 1927 ( France)

## Distribution
- Yvette Armel : Suzane Borel
- André Roanne : Le vicomte de Samblin
- Pauline Carton : Madame Lebardin
- Pierre Juvenet : Monsieur Lebardin
- Émile Saint-Ober : Paganel